# Єврейська партія
Єврейська партія (ідиш אידישע פּאַרטיי / Jidiše partaj) — політична партія на території Першої Чехословаччини. Ідеологічно та кадрово воно наслідувало сіоністський рух з 1890-ті роки.

## Історія
22 жовтня 1918 року була заснована Національна єврейська рада як головна організація національно орієнтованих євреїв. У перші місяці існування Чехословацької держави її представники вели переговори з чеською політичною елітою, наприклад про визнання єврейської національності в майбутньому переписі чи про питання виборчої системи та боротьби з антисемітизмом. Вже в 1919 році сіоністи брали участь у муніципальних виборах 1919 року. Але йшлося не про національну політику, але про окремі місцеві списки кандидатів, зосереджені навколо місцевих сіоністських активістів. Сіоністський табір висунув свою першу національну виборчу кандидатуру під час парламентських виборів 1920 р., коли боротьба за голосування виборців увійшов кандидат під назвою Об'єднаної єврейської партії. Вона отримала близько 80 тисяч голосів, але через систему виборів не отримала жодного мандата і залишилася поза парламентом. Партія також була послаблена розколом із сіоністськими лівими (рух Поалей-Ціон), які підтримали на виборах Чехословацьку соціал-демократичну робітничу партію, більш радикальна марксистська частина якої пізніше брала участь у створенні Комуністичної партії Чехословаччини.
У роки після виборів 1920 року формування Об'єднаної єврейської партії залишилося в пасивній ролі, щобільше, вона вирішувала власні відносини з сіоністською організацією, голова якої Йозеф Руфайзен з Чехословаччини мав інші думки щодо пріоритетів єврейської політики в Чехословаччині. Крім того, партія була послаблена роз'єднаністю євреїв у східній частині республіки, де сильні позиції здобули політичні течії несіоністського, ортодоксального релігійного характеру. Вже в 1921 році на Підкарпатській Русі була заснована Єврейська консервативна партія. Однак на муніципальних виборах 1923 р. сіоністські та несіоністські консервативні течії балотувалися разом під назвою Єврейська партія Підкарпатської Русі, яка у багатьох муніципалітетах досягла значного успіху. Навпаки, під час парламентських виборів у Підкарпатській Русі в 1924 році єврейський табір розколовся. Сіоністський табір увійшов до них як Єврейська народна партія, тоді як ортодоксальне та консервативне крило балотувалося як Єврейська демократична партія. Жодному з них не вдалося перемогти.
У 1925 році була створена Єврейська партія з метою бути загальнонаціональною національно-єврейською сіоністською платформою. Однак фракційний розкол повторився, і на сході держави крім неї на виборах балотувалася Єврейська економічна партія як політичний блок євреїв-консерваторів і ортодоксів, пов'язаних із чехословацькими аграріями. Тому в парламентські вибори у 1925 році жоден із двох єврейських списків кандидатів знову не пройшов. У другій половині 1920-х років єврейська партія займалася тим, як домогтися представництва в парламент. Її видатний представник Людвік Зінгер запропонував створити передвиборчу коаліцію з боку якоїсь великої чехословацької партії, його опонент Еміль Маргуліс, навпаки, закликав до співпраці з іншими партіями меншості в Чехословаччині. Тим часом єврейська партія досягла успіху на сході держави, коли на регіональних виборах 1928 року отримала мандат в крайової ради в Словаччині. Головним організатором цього успіху був Юліус Райс з Братислави. Частина сіоністів, особливо з Чеських земель, звинуватили його у відступі від сіоністської програми та надмірній поступливості до несіоністських ортодоксальних виборців. У Підкарпатській Русі повністю переважав несіоністський напрям і туди балотувалася Єврейська республіканська партія, список кандидатів якої очолював Моржиц Ґутман.
На парламентських виборах у 1929 р. Єврейська партія об'єдналася з представниками польської меншини в Чехословаччині. Водночас була угода між сіоністами Чеських земель та словацькими євреями навколо Юліо Рейша. Ця виборча асоціація Polski zwiazek ludowy та Єврейської партії отримала 105 000 голосів і, завдяки їй, мали чотири мандати в Національних зборах, два для польської партії, два для єврейської партії (Людвік Зінгер, був лідер списку Празького виборчого округу, і Юліус Рейс, який очолював партію в Трнавському виборчому окрузі). Партія представила себе в парламенті як лояльне, близьке до коаліції формування. Рейс став членом торгово-ділового комітету, Зінгер, завдяки своїй освіті, очолив конституційно-правовий комітет. Партія використовувала парламент для інтервенцій на користь євреїв, боровся з антисемітизмом і займався інтересами євреїв під час майбутньої великої депресії. З економічних питань партія відкидала протекціонізм, державне втручання в економіку і була радше проти девальвації корони. Вона також боролася за підтримку єврейської освіти, яка розвивалася на Підкарпатській Русі, де вона навіть діяла в Мукачівській гімназії (тут іврит був однією з мов навчання). У 1931 р. проведено у Моравській Остраві відбувся з'їзд Єврейської партії, на якому ця партія була створена як постійна національна політична формація, а не лише спеціальний список кандидатів. Головою партії став Еміль Маргуліс. Партія мала власну пресу (Židovské zprávy, Selbstwehr). У 1931 році Анджело Гольдштейн, також політик з правовою освітою, замінив в парламенті покійного Людвіка Зінгера.
Перед парламентськими виборами 1935 р. було укладено коаліцію між Єврейською партією та Чехословацькою соціал-демократичною робітничою партією (у фракції якої у 1929—1935 рр. перебували два члени Єврейської партії). Але рішення про створення коаліції з соціал-демократами привела в партії до розколу. Голова Еміль Маргуліс та інші офіційні особи залишили її. Однак на виборах Єврейська партія, завдяки своєму союзу з соціал-демократами, отримала два місця в парламенті, які отримали Анджело Гольдштейн і Хаїм Кугель, представник євреїв зПідкарпатської Русі. Після відходу Маргуліса головою партії став Ернст Фрішер (відомий також як Арношт Фрішер). На паралельних державних виборах у 1935 р. Єврейська республіканська партія досягла успіху в Підкарпатській Русі, тоді як оплотом впливу та влади Єврейської партії залишалася Словаччина (менше Чехія). Протягом решти 1930-х років Єврейська партія прогресувала у своїй організації як повноцінна політична партія. У чехословацькому парламенті вона водночас продовжувала захист інтересів євреїв і посилила боротьбу з проявами антисемітизму. Це вплинуло на розв'язання питання про автономію Підкарпатської Русі та національне примирення в республіці. Однак після Мюнхенської угоди восени 1938 р. діяльність Єврейської партії припинилася. Хаїм Кугель втратив свій мандат у зв'язку із захопленням Мукачева угорською армією і втік з Європи. Емігрував і Анджело Гольдштейн. У Словаччині внаслідок Жилінської угоди, коли там почав формуватися авторитарний режим Словацької народної партії Глінки, до кінця 1938 року політична діяльність євреїв була повністю придушена.
Після 1945 року незалежних політичних партій єврейської меншини в Чехословаччині не виникало. Ернст Фрішер, довоєнний голова Єврейської партії, у Лондоні в 1941 році був членом Державної ради Чехословаччини, парламенту у вигнанні.

## Стовпи програми
- співпраця з іншими партіями щодо демократичного державного будівництва
- дотримання рівноправності євреїв у всіх сферах економічного та суспільного життя
- вільне віросповідання юдаїзму
- державна підтримка єврейських культурних і благодійних установ
- єдність усіх національно свідомих євреїв = сіонізм

## Результати виборів

### Парламентські вибори
| Вибори | Голос      | Голос      | Мандат  | Мандат | Позиція | Результати |
| Вибори | Абс.       | %          | Абс.    | ±      | Позиція | Результати |
| ------ | ---------- | ---------- | ------- | ------ | ------- | ---------- |
| 1925   | 99 520     | 1,4        | 0 / 300 | ▬0     | ▲15.    | —          |
| 1929   | полюс      | полюс      | 2 / 300 | ▲2     | ▼16.    | Підтримка  |
| 1935   | задля CSSD | задля CSSD | 2 / 300 | ▬0     | ▲15.    | Підтримка  |

### Регіональні вибори

#### Моравія та Сілезія
| Вибори   | Голоси           | Голоси           | Мандати | Мандати | Позиція |
| Вибори   | Абс.             | %                | Абс.    | ±       | Позиція |
| -------- | ---------------- | ---------------- | ------- | ------- | ------- |
| 1928 рік | в коаліції з PSL | в коаліції з PSL | 0 / 60  | ▬ 0     | ▲ 14.   |

#### Словаччина
| Вибори   | Голоси | Голоси | Мандати | Мандати | Позиція |
| Вибори   | Абс.   | %      | Абс.    | ±       | Позиція |
| -------- | ------ | ------ | ------- | ------- | ------- |
| 1928 рік | 45 244 | 3.5    | 1 / 54  | ▲ 1     | ▲ 7.    |
| 1935 рік | 36 430 | 2.4    | 0 / 54  | ▼ 1     | ▼ 8.    |

#### Підкарпатська Русь
| Вибори   | Голоси | Голоси | Мандати | Мандати | Позиція |
| Вибори   | Абс.   | %      | Абс.    | ±       | Позиція |
| -------- | ------ | ------ | ------- | ------- | ------- |
| 1928 рік | 6 828  | 2.8    | 0 / 18  | ▬ 0     | ▲ 11.   |
| 1935 рік | 9 976  | 3.4    | 0 / 18  | ▬ 0     | ▲ 10.   |